# Gemeenschap en Bevrijding

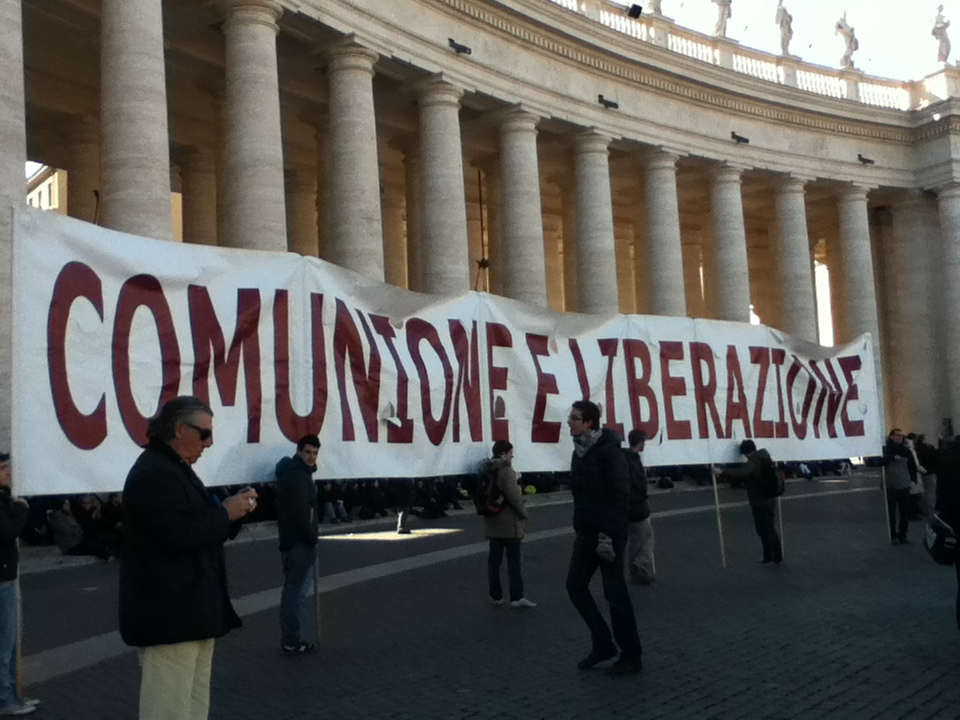

Comunione e Liberazione (CL, Gemeenschap en Bevrijding) is een internationale, katholieke lekenbeweging die in 1954 vanuit een middelbare school in Milaan door Don Giussani (1922-2005) werd gesticht en vanaf 2005 door Julián Carrón wordt geleid.
De gemeenschap telt thans leden in negentig landen. Ze stelt zich onder andere tot doel de christelijke waarden te verspreiden in alle gebieden van het leven. De jaarlijkse Meeting, de bijeenkomst die de beweging iedere zomer in de Italiaanse stad Rimini houdt, trekt altijd vooraanstaande politici, economen en religieuze figuren uit allerlei landen.
De priesterbroederschap Sint-Carolus Borromeüs, waartoe aartsbisschop Paolo Pezzi behoort, ontstond in de schoot van Comunione e Liberazione.

## Traces
In 1974 komt het eerste tijdschrift van CL uit, onder dezelfde naam. In 1977 verandert de naam in Litterae Communionis, en in 1993 komt het blad uit als Tracce - Litterae communionis. In 1999 wordt de eerste Engelstalige uitgave gepubliceerd als Traces. Het blad wordt ook in Nederland verspreid.

## CL in Nederland

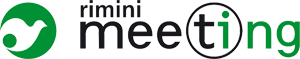

Nadat Alexander van der Does de Willebois in de jaren '80 een paar lezingen geeft op de door CL georganiseerde Meeting begint de beweging ook in Nederland te ontstaan. In 1986 ontmoet een Nederlandse familie leden van CL bij het 9e Congrès international de la famille in Parijs en via Van der Does de Willebois ook in Nederland. Kardinaal Simonis was sinds 1988 aanwezig bij de Meeting waar hij lezingen gaf in 1991, 1995 en 2001. Tevens nam hij deel aan de internationale bijeenkomsten van verantwoordelijken in La Thuile in 1996 en 1999
Vanaf 1990 organiseert CL gezamenlijke vakanties. Vanaf 2007 ondersteunt de stichting Vrienden van Siberië de missie van Sint-Carolus.  Sinds 2009 wordt door CL de kruisweg georganiseerd door de binnenstad van Leiden. Tevens wordt in 2009 de tentoonstelling Op de weg naar Damascus: het begin van een nieuw leven georganiseerd in Leiden en in 2010 in Utrecht. In 2010 werd vanuit CL de stichting Levende Mens opgericht. Deze publiceerde in 2011 de eerste vertaling in het Nederlands van een werk van Luigi Giussani: Het risico van de opvoeding, in 2012 Miguel Mañara van Oscar Vladislas Milosz. In 2017 publiceerde uitgeverij Betsaida Het religieuze zintuig van Giussani en in 2018 Aan de oorsprong van de christelijke claim. Vanaf 2011 werden in Den Bosch de culturele Avonden aan de Aa georganiseerd en vanaf 2013 de Cobbenhagenavonden in Tilburg. Sinds 2013 worden jaarlijkse geestelijke oefeningen gehouden. De beweging is actief in Leiden en Tilburg, maar ook aanwezig in Den Bosch, Eindhoven, Groningen, Utrecht en Sittard. In 2019 bezocht Julián Carrón Nederland voor een boekpresentatie in Tilburg.

## CL in België
Eind jaren '70 beginnen de eerste contacten van CL met België. De latere kardinaal Julien Ries neemt vanaf 1982 regelmatig deel aan de Meeting. Vanaf dat jaar is er een eerste groep Italianen van CL in Luik en vanaf 1984 in Leuven. De eerste geestelijke oefeningen worden in het Frans gehouden in 1988 met Angelo Scola. In 1998 wordt in Brussel een huis geopend van de Memores Domini.